# Nazionale femminile di calcio di Cipro
La nazionale di calcio femminile di Cipro  è la rappresentativa calcistica femminile internazionale di Cipro, gestita dalla Federazione calcistica di Cipro (CFA/KOP).
In base alla classifica emessa dalla Fédération Internationale de Football Association (FIFA) il 26 agosto 2016, la nazionale femminile occupa il 111º posto del FIFA/Coca-Cola Women's World Ranking, perdendo una posizione rispetto alla classifica redatta il 24 giugno 2016.
Come membro dell'UEFA può partecipare a vari tornei di calcio internazionali, come al Campionato mondiale FIFA e al Campionato europeo UEFA, ma sin dalla sua istituzione ha disputato solamente partite amichevoli. Inoltre, sebbene sia la nazionale di casa, non ha mai preso parte alla Cyprus Cup.

## Partecipazioni al campionato mondiale
- 1991: non ha partecipato
- 1995: non ha partecipato
- 1999: non ha partecipato
- 2003: non ha partecipato
- 2007: non ha partecipato
- 2011: non ha partecipato
- 2015: non ha partecipato
- 2019: non ha partecipato
- 2023: non qualificata

## Partecipazioni al campionato europeo
- 1984: non ha partecipato
- 1987: non ha partecipato
- 1989: non ha partecipato
- 1991: non ha partecipato
- 1993: non ha partecipato
- 1995: non ha partecipato
- 1997: non ha partecipato
- 2001: non ha partecipato
- 2005: non ha partecipato
- 2009: non ha partecipato
- 2013: non ha partecipato
- 2017: non ha partecipato
- 2022: non qualificata
- 2025: non qualificata